# Вандерстаппен, Андре
Андре Вандерстаппен (фр. André Vanderstappen; 27 марта 1934, Бельгия — 16 июня 2005, Бельгия) — бельгийский футболист, вратарь национальной сборной Бельгии (1957—1959).

## Биография
Андре Вандерстаппен стартовал в основной команде «Олимпик Шарлеруа» в 1953 году и быстро зарекомендовал себя как стартовый вратарь.
Впервые вызван в сборную Бельгии в октябре 1956 года. Начинал как запасной вратарь, затем в качестве первого номера выступал десять раз с апреля 1957 года до 1959 года.
В 1960 году перешёл в «Юнион Сен-Жиллуаз».
После пяти сезонов Андре Вандерстаппен принял решение завершить игровую карьеру. Он сыграл 235 матчей в первом дивизионе Бельгии.
После завершения карьеры ушёл из мира футбола.
Умер 14 июня 2005 года в возрасте 71 года.